# Мананнан

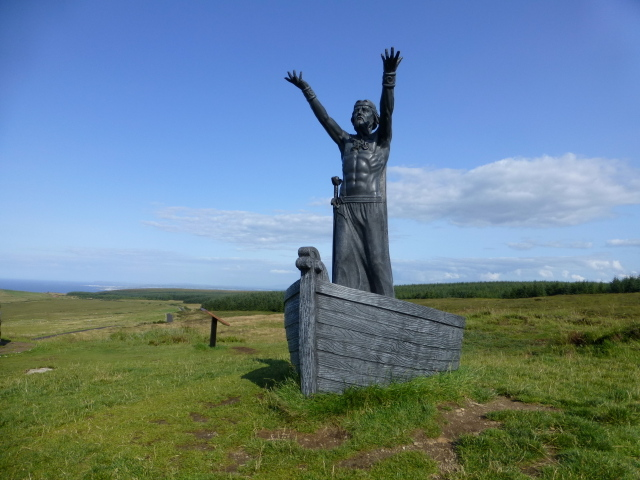
Скульптура (авт. Джон Саттон) Мананнана мак Ліра, розташована в Гортморі, Магілліган, графство Лондондеррі, Північна Ірландія.

Мананнан, Манандан або Мананн, відомий і як Мананнан мак Лір («син Ліра» або «син моря») в ірландській та менській міфології — воїн і володар потойбіччя, який асоціюється з морем і часто трактується як морський бог, один із Туата Де Дананн. Його вважають правителем і охоронцем потойбічного світу, а його володіння називають Емайн Аблах (ірл.: Emain Ablach, Яблуневі Краї), Маг Мелл (Mag Mell, Рівнина Насолод) або Тір Тарнгіре (Tír Tairngire, Обіцяна Земля). Його описують як верховного короля Туата Де Дананн, вижилих після появи людей (мілетійців), які використовують туман невидимості (féth fíada), щоб приховати свою нову домівку, а також оселі інших сидів.
У новіших сказаннях він володіє кришталевим човном Сгуаба Туінне (Sguaba Tuinne), що рухається силою думки, конем Аонбхарром (Aonbharr), який може мчати як по воді, так і по суші, і смертоносним мечем на ім’я Фрагарах (Fragarach, «Відплатник» або «Відповідач»), який віднімає сили в пораненого ним. Список атрибутів не закінчується на цих трьох і варіюється від джерела до джерела. Наприклад, у Плаванні Брана Мананнан являється посеред моря на колісниці, подібно Посейдонові.
Мананнан також фігурує в шотландських і менських легендах, де він відомий як Manannan mac y Leir («Маннан, син моря»). Острів Мен (Mannin) названий на його честь, за іншою версією, на честь острова названий Мананнан. Споріднений з ним валлійський міфологічний герой Манавидан фаб Ллір (Manawydan fab Llŷr).

## Ім'я
В різних джерелах Мананнан має кілька імен, прізвиськ, епітетів і прізвищ. Староірландською його ім'я пишеться Manandán, сучасною ірландською та шотландською гельською Manannán, а менською Mannan.
Деякі з імен та іпостасей Мананнана: Катал о'Сейн (Cathal O'Cein, Cathal походить від слова бій, ім'я означає «великий воїн»), Гілла де (Gilla de, «хлопчик-слуга»), Гілла Декейр (Gilla Decair, «найманець» або «слуга, від якого самі клопоти»), Дуартейн О'Дуартейн (Duartaine O'Duartaine), купець Орбсен (Orbsen, також Oirbsiu, Oirbsen).

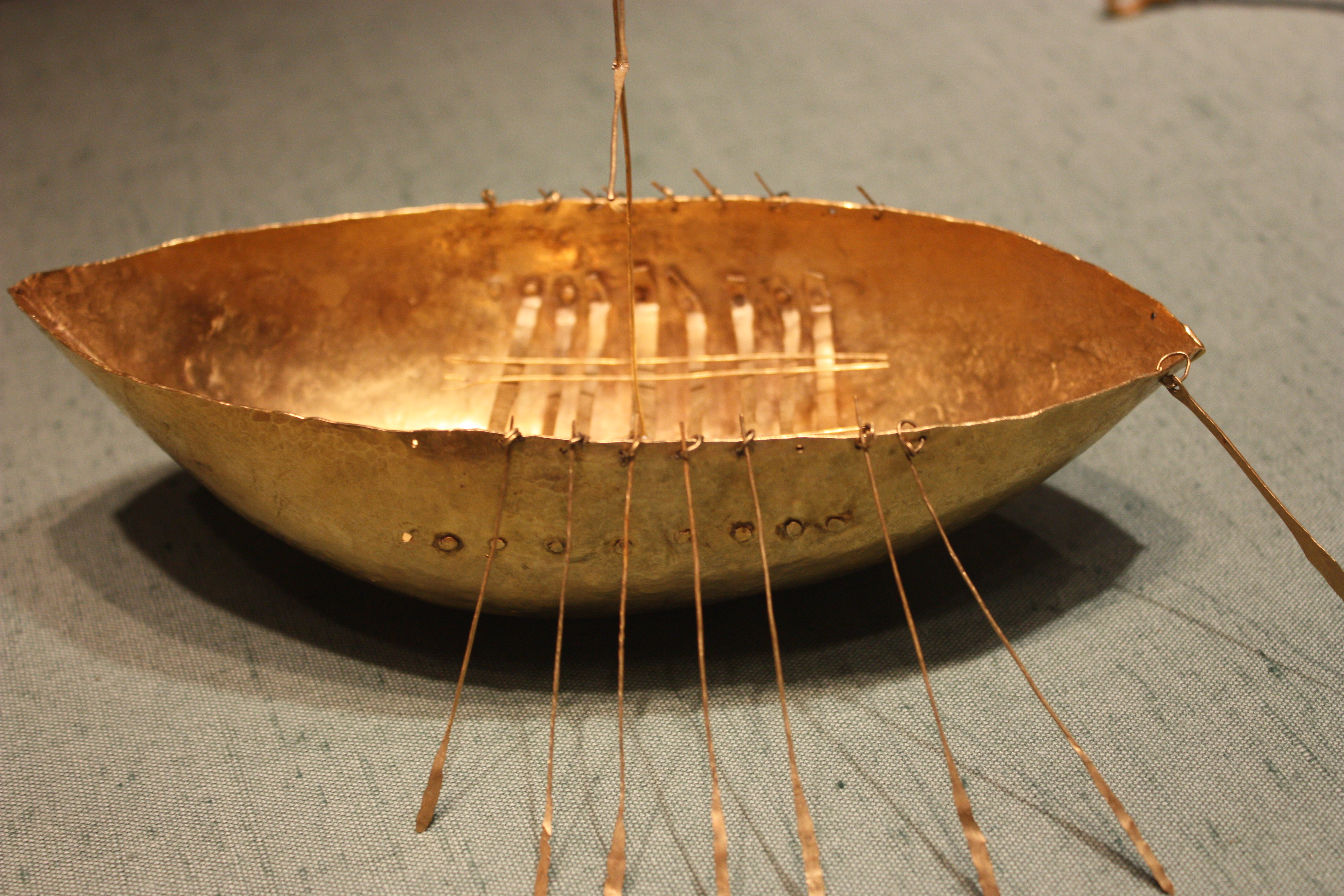
Човен із Бройтерського скарбу 1 століття до н. е., який був знайдений поблизу Магіллігану і може бути жертвою обітниці Мананнану

### Етимологія імені
За версією, що з'являється ще в ІХ ст. і досьогодні має прихильників, його ім'я пов'язане з назвою острова Мен. Сама ця власна назва, Mannin може походити від кельтського слова, що означає «гора» або «підйом», оскільки острів Мен ніби здіймається з моря на горизонті. Крім того, назва може походити від індоєвропейського слова, що означає воду або вологу. У середньовічній ірландській традиції представлені як точка зору, за якою Мананнан є епонімом острова, так і протилежна: він отримав ім'я від назви острова (суфікс -an може вказувати на жителя Мена).

### Прізвище та епітети
Найпоширеніші епітети Мананнана підсилюють його асоціацію з війною та водною стихією. Так, мак Лір — його типове прізвище — є двозначним, оскільки означає «син моря» або «син Ліра» (ірландською ler — «море», у родовому відмінку має форму lir і збігається з ім'ям Ліра).
Вважається, що його батьком був Лір, уособлення Моря-Океану. Інше прізвище Мананнана — мак Аллоїт або мак Аллоїд означає «син землі», таким чином, Мананнан є сином моря та землі.

## Згадки в ірландській міфології
Мананнан з'являється в усіх чотирьох циклах ірландської міфології, хоча відіграє помітну роль лише в деяких сказаннях. 
- В Ольстерському циклі: «Сватання Етайн» (Tochmarc Étaíne), «Втомна хвороба Кухуліна» (Serglige Con Culainn),[12] «Сватання Луайн» (Tochmarc Luaine)

- У королівському циклі: «Плавання Брана, сина Фебала» (Immram Brain maic Febail),[13] «Подорож Кормака Мак Арта» (Echtra Cormaic maic Airt),  «Народження Монгана» (Compert Mongáin)
- У міфологічному циклі: «Книга вторгнень» (Lebor Gabála Érenn, перша версія), «Догляд Домів двох молочних посудин» (Altram Tige Dá Medar)
- інші староірландські тексти: «Глосарій Кормака» (Sanas Cormaic)

В різних образах він також фігурує у фольклорі та казках, що фіксуються аж до ХХ ст.

### Характеристики та атрибути
У сказанні Ольстерського циклу Serglige Con Culainn дружина Мананнана, Фанд, має нещасливий роман з ірландським воїном Кухулінном. Коли Фанд пересвідчилася, що ревнива дружина Кухуліна, Емер, гідна героя (і має за компанію загін озброєних жінок), вона вирішила вернутися до Мананнана, а той струсив свій плащ (ірл. brat(t)) між Фанд і Кухуліном, для того щоби стерти їхні спогади один про одного. Таким чином, у Мананнана є плащ забуття. 
В імрамі «Плавання Брана», що вважається доволі давнім твором, Мананнан їхав морем на своїй колісниці, коли зустрівся з Браном і командою його човна. У цій історії він каже Брану, що море насправді не було для нього водою, а: «Я [Мананнан] бачу тут, на Рівнині Подвигів/ червоні досконалі квіти». Далі він повідомляє Брану, що прямує до Ірландії, заради стосунків із Кейнтігерн, якій належить народити Монгана, і передрікає мандрівникам, коли їхній човен досягне мети плавання.
У пізніх джерелах Мананнан часто відвідує країну живих, при цьому його рух порівнюється з вітром, яструбом чи ластівкою, а іноді набуває форми громового колеса, що котиться землею, як, наприклад, у «Переслідуванні Гілли Декера», творі XVI століття. Існує також локальна традиція, згідно з якою бог рухається як колесо, що крутиться на трьох ногах, широко поширена на острові Мен (пор. трискеліон), але згідно з Джоном О'Донованом також зустрічається і в деяких східних графствах Ленстера, хоча такі історії не були відомі Вітлі Стоксу.

#### Обитель
Мананнан є владикою та опікуном Островів Блаженних, Маг Мелл та Емайн Аблах. При зустрічі з Браном, стоячи на колісниці, Мананнан співає вірш про те, що море, яким пливе човен Брана, є квітучою Рівниною Насолод, на якій змагаються скакуни, невидимі людям, таким чином натякаючи на те, що він приховав свої обителі за допомогою туману невидимості (féth fíada). З Емайн Аблах походить чарівна срібна гілка, що впала до рук Брана мак Фебала напочатку його історії.
Також говориться, що Мананнан живе в Обітованій Землі (Tír Tairngire), як, наприклад, у «Ехтрі Кормака», або в Краю під Хвилями (Tir fo Thuinn), як у фенійських легендах.

#### Король потойбіччя
Роль Верховного короля Туата Де Дананн приписана Мананнанові в сказанні Altram Tige Dá Medar («Догляд Домів двох молочних посудин»), відомого за Книгою Фермоїв, рукописом XIV-XV ст.. Майр мак Ніл (Máire MacNeill) представила короткий виклад твору.
Тоді, як Туата Де Дананн були розбиті Ерімоном та мілетійцями (людьми, восьмим по ліку плем'ям, що завоювало й заселило Ірландію), суперник Мананнанового батька Ліра, Бодб Дерг був королем Туата Де Дананн, Мананнан же став співкоролем або, можливо, королівським наглядачем. В одному уривку Мананнан заявляє, що він взяв верх над помісними правителями Туата Де Дананн.
Мананнану було доручено визначити, які сиди (чарівні кургани) повинні були бути заселені вцілілими членами Туата Де Дананн. Оселя самого Мананнана була в Емайн Аблах, землі, яка за одними переказами є заморським островом, а пізніша історія локалізує її у місті Круйтін-на-Куан (Cruithin na Cuan). Мананнан забезпечує благополуччя Туата Де Дананн, ховаючи їх у тумані невидимості, правлячи свято Гойбніу (Fleadh Goibhneann), участь в якому дарує вічну молодість, і годуючи їх м'ясом своєї свині (Mucca Mhannanain), що дає невичерпний запас їжі.

#### Дари Кормакові мак Арту
У сказанні «Ехтра Кормака» Мананнан володів двома магічними предметами, які він віддав Кормаку мак Арту, верховному королю Тари: Срібною гілкою з золотими яблуками, що видавала заспокійливі мелодії (порівн. з «Плаванням Брана»), та Кубком Істини.
Спочатку Мананнан з'явився королю в образі воїна і описав свою вотчину, не називаючи її, як місце, де невідомі старість, хвороби, смерть, занепад і брехня. Зрештою, він умовив Кормака відбути гостем у свою Обіцяну Землю.

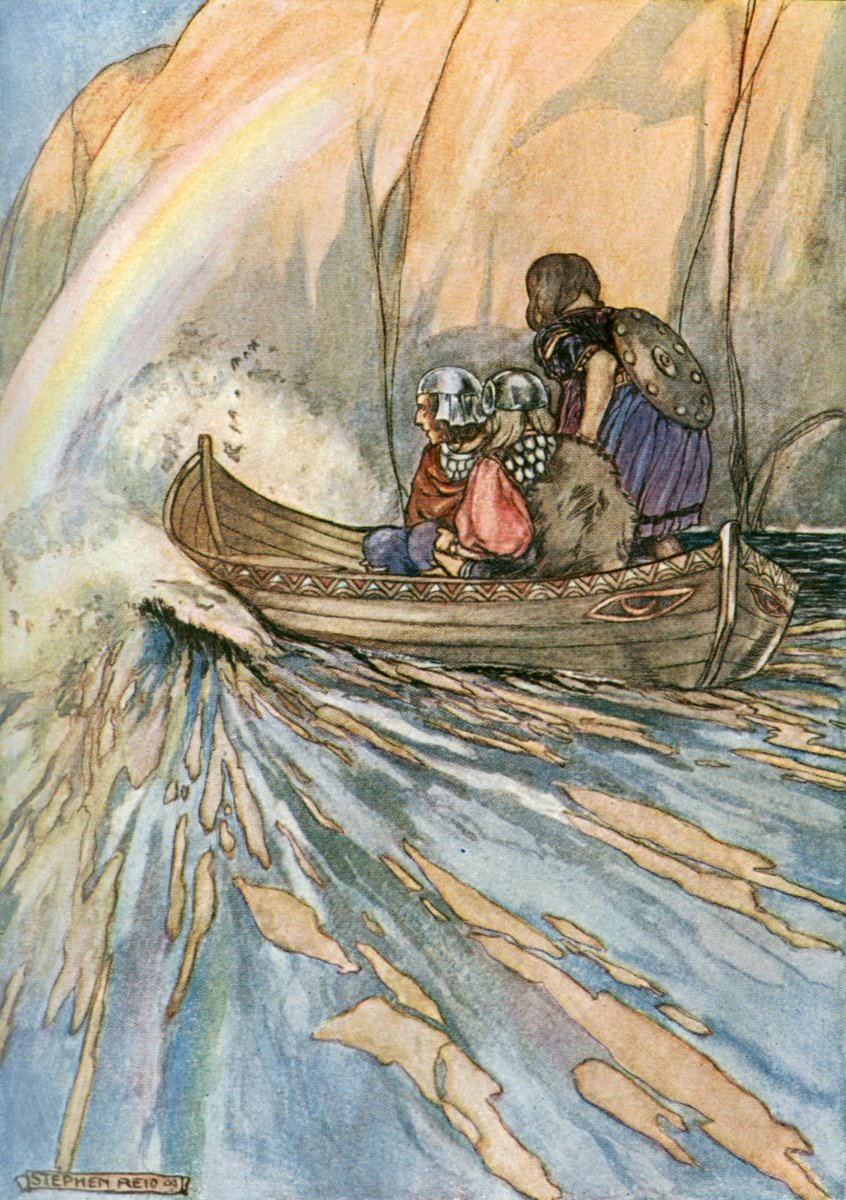
Ілюстрація Стівена Рейда про синів Туіреанна в човні Мананнана

#### Дари та позики Лугові
У викладі «Насильницької смерті синів Туіреанна» (Oidheadh Chloinne Tuireann), роману, що зберігся лише в ранніх модерних версіях, Мананнан мав інші атрибути.
У нього був самохідний човен під назвою «коракл Мананнана», він же Скуаб Туінне (Scuab-tuinne, букв. Мітла хвиль), а також кінь Аонбхарр, який міг подорожувати як морем, так і по тверді. І кінь, і човен були позичені Мананнаном Лугу Ламхфаді (Луг Довгорукий, звичний епітет божества), але Синам Туіреанна вдалося перепозичити човен для своїх потреб.
Мананнан надав Лугу повний набір обладунків і зброї, коли Туата Де Дананн споряджали своє військо на битву з фоморами. Луг їхав верхи на коні Мананнана Аонбхаррі та був оперезаний мечем Мананнана Фрагарахом. Будь-яка рана, завдана цим мечем, фактично була смертельною, адже супротивник втрачав сили, до рівня "слабкості жінки під час пологів."
Луг також носив шолом Мананнана Катбар, який О'Каррі читає як Кеннбхеарр (Cennbhearr) і вважає загальною назвою, а не власним ім'ям. Шолом прикрашають два дорогоцінні камені спереду і один спозаду. Луйрех (lúirech, нагрудний обладунок) Мананнана і його скабал (scabal, нашийник чи нагрудник) також були частиною спорядження Луга.

#### Дари Феніям
У фенійському циклі, присвяченому подвигам легендарних воїнів, що нібито були впливовою силою в дохристиянській Ірландії, реліквії, пов'язані з Мананнаном належать вождеві феніїв, Фінну мак Кумхоллу.
Журавлина торба
Мананнан був власником «торби з журавля» (ірл. corrbolg) повної скарбів, згідно зі середньоірландським фенійським текстом «Журавлина торба» (поема Duanaire Finn VIII), датованим XIII століттям.
З'явилася вона за таких обставин. До Мананнана прислали жінку, перетворену на журавля. Це була Аойфе, дочка Деалбхаота (ірл. Áiffe ingen Dealbhaoíth), і коханка Ілбріка (ірл. Ilbric Iolchrothaigh). Ілбрік цей, можливо, був Ілбхріком, сином Мананнана. Аойфе була перетворена її ревнивою суперницею по коханню Юхрою, дочкою Абартаха, за допомогою друїдських чар, що мали тривати 200 років.
Коли Аойфе померла, Мананнан зробив з журавлиної шкіри магічну торбу зі скарбами, вміст якого був видимий, лише при затопленні припливом, а коли приплив спадав, торба здавалася порожньою. Нею володів Луг Ламхфада, потім її забрали вбивці Луга, троє синів Керме. Пізніше Мананнан подарував її Конайре Мору, верховному королю в Тарі. Зрештою, торба дісталася вождю феніїв Кумхоллові Тренмору. Далі, вважається, ця торба зі скарбами потрапила до рук «слуги Кумхолла, що став зрадником», Ліата Луахри, який віроломно поранив Кумхолла в битві при Кнучі, але пізніше Фінн мак Кумхолл повернув собі батьківську реліквію.
Щит Фінна
Колись Мананнан доручив майстрові Лукрі (recté Luchta) виготовити йому дерев’яний щит, який згодом перейшов до Фінна, згідно з поемою (дуаном) «Щит Фінна». Деревина походила із засохлої ліщини, на розвилку якої Луг поклав відрубану голову Балора. Отрута просочилась у це дерево так, що вбивала чи осліплювала лісорубів і теслів, які намагалися вирвати його з корінням або обробляти його деревину. Вказуються різні попередні власники щита, наприклад Тадг мак Нуадат, а вождеві феніїв щит дістався зі спадком Крімала мак Тренмора, його дядька, батькового брата.

### Паралелі
Образ та атрибути Мананнана в деяких творах роблять його подібним до Нептуна/Посейдона. Крім того, деякі образи Мананнана зближують його з фігурами трікстерів. Зокрема це образ Гілли Декера та «розбійника у сірому плащі» (Bodach an Chóta Lachtna). Було також помічено подібність невичерпної свині Мананнана до вепра Одіна Сегрімніра у скандинавському міфі. Маннанан також володів крапчастою коровою, яку вони з Енгусом дістали з Індії разом із сірою коровою, двома золотими келихами та двома шовковими ланцюгами.

### Сімейні відносини
Батько Мананнана — уособлення океану Лір (або Лер, «Море; Океан»; Лір — форма родового відмінка від Лер), чию роль він успадковує, ставши морським богом. А також реалізувавши мрії Ліра очолити Туата де Дананн, щоправда, ставши королем народу вигнанців. У версії, за якою Мананнан є купцем Оірбсеном, його батько названий Еллот, син Елати. В Altram Tige Dá Medar Manannán називає себе прийомним сином Дагди.
Згідно з текстом «Викрадення бугая з Кулнья» Táin Bó Cúailnge), його дружиною є прекрасна богиня Фанд («Перлина краси» або «Сльоза» — пізніше її згадують як «Королеву фей», хоча раніші згадки вказують на те, що вона також була морським божеством). Інші джерела кажуть, що його дружиною є богиня Айне, а в деяких випадках вона вважається його донькою. Мананнан має дочку на ім'я Ніам-Золотоволоска. Іншою його дочкою була Кліодна, хоча деякі джерела трактують це інакше і, це лише молода світловолоса жінка з земель Мананнана. У сина Ліра також була вихованка, яку називали Курког (Curcog, що означає «вулик» або «кущистий пучок»), жовтоволоса донька Енгуса, яку він віддав у дім Мананнана на виховання.
У Мананнана також є сини на ім'я Ехдонд Мор (Eachdond Mor) і Гаід'яр (Gaidiar), який зґвалтував Бекуму Кнісгель (Becuma Cneisgel).
Кажуть, що іншою дочкою Мананнана була свята Атрахта (Athrachta); згідно з легендою, вона намагалася побудувати дамбу через озеро Лох-Гара, несучи великі камені у своїй спідниці, але їй завадив сором. В іншій легенді про Атрахту говориться, що вона жила на дні озера Лох-Гара і являлася кожні сім років, лише щоб відвідати свою сестру Се (Ке). Атрахта вилікувала жінку, і одного разу дракон з ревом лева вийшов із мулу озера, та був переможений Пресвятою Богородицею. Існує також фольклор, згідно з яким Се (або Сеібх, Céibh), дочка Мананнана, втратила свою красу та розум через злі чари, та відновилася після того, як Ойсін надав їй притулок, коли всі інші уникали її. 
У «Подорожі Брана» Мананнан пророкував, що від нього народиться великий воїн. Таким чином Могнан мак Фіахне стає пізнім доповненням до сімейного дерева мак Лірів. Напівлегендарний Монган був сином Фіахне мак Баетана і нібито народився наприкінці VI століття. Згідно з легендою, його названий батько Фіахне воював у Шотландії і вернувся додому переможцем завдяки угоді, укладеній із богами (або Мананнаном, або його дружиною), що дозволила Мананнану зачати дитину від дружини Фіахне. Цю дитину, Монгана, нібито забрали в Потойбіччя, коли він був дуже маленьким, на виховання в самого Мананнана. У сазі VIII-го століття «Народження Монгана» розповідається про вчинки цього легендарного героя.
У збірці ономастичних поезій і оповідок Dinsenchas Мананнан також описаний як батько Ібеля, після смерті котрого з батькового серця вилилися три жалі, що стали озерами Руїді, Лох-Куан і Лох-Дакех.
Мананнана часто описують у традиційній ролі вітчима чи наставника, який виховує низку прийомних дітей, включаючи дітей Луга та дітей Дейрдри.
Також зустрічаються згадки двох братів Мананнана, на честь яких були названі розчищені рівнини,— Брон, убитий Фергусом, і Сейте. Так само у валлійському фольклорі Бран Благословенний є братом Манавідана.

## Локальний фольклор
Існує багато усних переказів про конфлікти між Мананнаном і Святим Патріком у графстві Монаган. У багатьох із них Мананнан запрошує святого Патріка до свого замку на бенкет; однак дворецький або слуга попереджають Святого не їсти їжу, оскільки вона отруєна. У відплату за злочин Патрік перетворює Мананнана на гігантського вугра або лосося. А в деяких історіях бога поміщають у пляшку та відправляють на дно озера, щоб він охороняв свою залізну скриню зі скарбами (або бочку) до кінця часів. Скарб прикутий до упряжки білих коней, а ланцюг можна побачити на поверхні озера. В одній історії з графства Монаган, замок Мананнана був побудований з використанням розчину з крові забитих тварин, що дозволило йому протистояти руйнації протягом віків. З часом верхівка замку опрокинулася на діл, а нижня частина провалилася в землю, але руїни все ще можна було побачити завдяки могуті Мананнана. У деяких історіях говорилося, що Мананн їздив верхи на літаючому білому коні та міг перетворюватися на голуба, і можна було чути, як він плаче щосім років.
В іншій історії Мананн був друїдом, який викликав Св. Патрика на спір, чий бог могутніший. Мананн огорнув землю темрявою, але святий Патрик ввіткнув свій жезл у землю, помолився Богу і розігнав темряву. У тому місці, де Святий поставив свій жезл, з-під землі з'явилося джерело під назвою Тобар Ласар.
Є ряд сюжетів, пов'язаних з пошуком скарбу бога. В типовій історії селяни, які шукали скарби Мананна, намагаються осушити його озеро, але незадовго до того, як їх робота добігає завершення, перед ними являється чоловік на білому коні та відправляє їх із дорученням. Коли ж вони повертаються, на місці, де вони копали, лежить величезний камінь, і жодне долото чи молот не може розбити його. У іншому варіанті цієї історії всі коні чоловіків були вбиті, а робота, яку вони не завершили,— втрачена, наприклад, викопаний канал безнадійно заповнений мулом.
В ще пізнішій історії розповідається, що Мананн жив у замку та мав чарівну корову і теля, і давав молоко всім бажаючим у парафії. Деякі старші люди позаздрили його достатку, і одна стара протестантка прийшла доїти корову решетом. Коли корова відчула, що з нею роблять, вона розлютилась, і з телятком побігла до Дунані-Пойнт у графстві Лаут, де вони перетворилися на скелі.

### Графство Мейо
У графстві Мейо горщик зі скарбом мав бути закопаний у лісі Мананна, і цей скарб охороняв змій. Це віддалено нагадує історії про лепреконів, казкових істот з модерного фольклору, які рідко згадуються в міфології, втім, можливо, пов'язані з іншим божеством, Лугом.
Варіант історії про утворення озер Лох-Куллін і Лох-Конн розповідає, що у Мананна був мисливець на ім'я Куллен, який мав двох мисливських собак. Собаки погналися за лютим кабаном, і коли вони наздогнали кабана, той розвернувся і вбив собак на озері Конн, а за тим Куллен потопився в озері Куллін. В іншій версії, гончі на імена Куллін і Конн належали Фіннові мак Кумхоллу, а вепр із кожним ударом ратиць виплескував воду, що утворила два озера, де потонули пси вождя феніїв.

### Графство Донегал
У донегальській казці святий Колум Сілла, що жив на острові, розбив свою золоту чашу і послав слугу на велику землю, щоб її відремонтували. Долаючи шлях до Ірландії у своєму човні, слуга зустрів човен незнайомця (Мананнана, як пізніше з'ясувалося), той подув на чашу і вона знову стала цілою. Мананнан попросив відповіді у Колум Сілли, що він про це думає, і святий передав, що не буде прощення тому, хто зробив таке. Коли Мананнан почув це, він сказав, що більше не буде допомагати ірландцям, доки вони не стануть «слабкими, як вода», а потім пішов у сірі хвилі біля шотландського нагір’я. У варіанті цієї історії згадується, що Мананн живе у замку біля озера і вночі обводить озеро навколо замку, як рів, а кожного ранку повертає води на належне місце. Хлопчик, який набирав воду з колодязя, зіткнувся з Мананном і випадково розбив свій дельфтський глечик. Мананн запропонував зліпити докупи цей глечик за допомогою чаклунства, якщо хлопець запитає Колум Сіллу, які люди потрапляють до пекла. Святий сказав хлопчикові, що такі люди, як Мананн, йдуть до пекла, і коли малий вернувся, повідомити про це Мананна, той був настільки розлючений, що спакував своє золото в бочку, зачарувавши і золото, і себе. Пізніше пірнальник із Дубліна спустився в озеро і знайшов бочку золота Мананна з прикутою до неї жахливою змією. А коли селяни спробували осушити озеро, викопавши дренаж, наступного ранку виявили, що їх робота зникла і над місцем їхнього каналу знову росте трава.
В іншій казці Мананн був королем фей і зажадав собі у володіння красивий луг у Карндонасі, яким володів Нілл на Хайрде (Neill na hAirde, у деяких версіях це був інший король фей). Мананн купив у Нілла землю за перла з океанського дна і звів там прекрасний замок. Дружина Нілла заревнувала і змусила чоловіка піти війною на той замок. Армія Нілла була розбита армією Мананна і за умовою мирової угоди Нілл (або у варіанті історії Мананн) поїхав до Бар-Маута; там він вийняв три зачаровані жезли, які стримували океан. Через це замок і земля були затоплені, а сади та замок все ще можна побачити під хвилями в Страгбрегасі (Straghbregagh).
Відповідно до фольклору Донеґалу, кажуть, що Мананнан похований у Тонн-Бенкс біля узбережжя Інішовена, який є частиною Тріади під назвою Три Хвилі Ерін. Коли Кухулін бив по щиту, Три Хвилі Ерін повторювали цей звук і гуркіт проносився через океан. Вважається, що дух Мананнана керує штормами, через які кораблі зазнають аварії. Три ноги Мананнана «парадоксальним чином» складають геральдичний герб острова Мен і, як кажуть, символізують «бога бурі, що обертається над землею та морем».

## Інші іпостасі Мананнана

### Купець Орбсен
Твір ІХ століття «Глосарій Кормака» (Sanas Cormaic) описує Мананнана як «відомого купця» з острова Мен і найкращого моряка в Західній Європі, який, «вивчаючи небеса», знав, коли погода буде хороша і коли погана. І через це нібито він був обоготверений язичниками. Анотація О'Донована зазначає, що купець носив інше ім'я, Орбсен, син Аллота, це ж повторено в «Огігії» Родеріка О'Флаерті (1685). 
Однак Жовта книга Лекана (написана близько 1400 р.) стверджує, що було четверо тезок на ім'я Манандан, які жили в різний час. Це:
- Манандан мак Аллойт, «друїд Туат Де Дананн», чиє «власне ім’я було Оірбсен»;
- Манандан Мак Лір, великий мореплавець, торговець і друїд;
- Манандан мак Сірп, король островів, зокр. Мена;
- Манандан мак Атгнаї (Manandán mac Atgnai), який прийняв синів Уіснеха і потім приплив до Ірландії, задля помсти за їхню смерть.[87]

Про Орбсена традиція говорить, що той взяв участь у битві при Мойкулліні в графстві Голвей і загинув на березі озера Орбсен; озеро, назване на його честь, є сучасним Лох-Корріб. Конфлікт, під час якого Мананнан мак Аллоід був убитий Улліном, був описаний у віршах поетом XI ст. Фланном Майністрехом. На полі Мойкулліна встановлено великий кам’яний стовп, який, можливо, позначає місце битви.

### Кінні перегони О'Ніллів
Існує народна казка про те, як англієць, власник відмінного скакуна викликає одного з О'Ніллів на скачки. Мананнан хоче захистити честь ірландців, знаючи, що жоден із коней О'Нілла не має шансів проти коня англійця, він з'являється в образі жебрака та кидає виклик англійцю на перегони, в яких він сам гнатиме від замку Шейна до Дубліна. Завдяки своїм чарам він перемагає і захищає гордість Ірландії та клану О'Нілл. Розповідь дещо нагадує перегони Маха, а також римську традицію, згідно з якою Нептун Еквестер керував перегонами.

### Найманець О'Доннелла
У творі O'Donnell's Kern (керн — англізоване ceithernach, назва легкоозброєного пішого воїна) Мананнан являється як найманець при дворах різних історичних персонажів Ірландії XVI ст. Як правило він описується одягненим у тонкий смугастий одяг і шкіряні броги (взуття), просочені водою, клаповухим, із половиною меча, що виглядав з-під мантії, і з трьома обпаленими списами (іноді один спис) у правиці. У цій іпостасі він поводиться як трикстер, що заходить і полишає будинки господарів без запрошення та непомічений охоронцями.
У домі Чорного Г’ю О’Доннелла в Баллішанноні Мананнан викликає придворних музикантів на змагання та грає на арфі настільки солодко-мелодійну музику, що вона може приспати будь-кого, навіть страждених і вмираючих. О'Доннелл заявляє, що ніколи не чув такої гарної музики, і пропонує найманцю новий одяг; той відмовляється від подарунка О'Доннелла, а також відмовляється залишатися при його дворі (вказуючи, що повинен іти в Кнок Айне наступного дня), тому О'Доннелл змушує своїх людей оточити незнайомця, щоб запобігти його від'їзду. Мананнан знову грає музику і цього разу вона змушує людей О'Доннелла рубати один одного на шматки сокирами. Залишаючи дім О'Доннелла, Мананнан стягує з нього штраф у розмірі двадцяти голів худоби та землі для їхнього випасу, а в обмін натирає ясна вбитих людей О'Доннелла чарівною травою, яка повертає їх до життя.
На наступній зупинці, біля Лімерика Шейн Мак ан Ярла (Shane Mac an Iarla) запрошує керна до свого дому, почувши про його репутацію в читанні та музиці, на що Мананнан заявляє, що не потребує покровительства. Однак, Шейн приніс йому музичні інструменти та книгу, а найманець не міг ні читати, ні грати музику, що викликало насмігки. Коли Шейн запитав Мананнана, чи він бував у Дезмонді раніше, той заявив, що був тут з феніями тисячоліття тому.
Далі керн їде до Ленстера, щоб відвідати скаліченого мак Еочада (MacEochaidh), який зламав ногу та отримав зараження крові. Коли Мананнана спитали про його фах,почули у відповідь, що він цілитель, а мак Еочад, має відмовитися від своєї скупої, грубої поведінки, щоби бути зціленим. Після цього Мананнан закутує в цілющі трави ногу мак Еочада і той негайно одужує від недуги. Вдячний господар влаштовує бенкет для Мананнана і пропонує йому свою повногруду дочку разом зі стадами худоби, по три сотні коней, овець і свиней. Однак замість отримати винагороду, найманець зникає з дому мак Еочада до свого наступного пункту призначення.
Він прямує до Слайго, де зустрічає О'Коннера, який збирає похід проти Мюнстера. Після глузувань з боку людей О'Коннера найманець пропонує свої послуги, якщо О'Коннер погодиться, щоб йому не заподіяли несправедливості. Люди О'Коннера роблять набіг і крадуть худобу, а коли жителі Мюнстера намагаються забрати їх назад, Мананнан вбиває їх за допомогою лука та 24 стріл. Потім він переганяє всю худобу через Шеннон до О'Коннера в Слайго. На бенкеті з нагоди перемоги О'Коннер зневажає керна тим, що випиваючи перший тост, не згадав про його подвиги, тож той декламує вірші, виказуючи своє невдоволення, а потім зникає з компанії.
Потім він іде до дому Тейгу О'Келлі і представляється знавцем заклинань. Він обманює О'Келлі двома фальшивими трюками (виляє вухом і змушує зникнути соломинку), а потім витягує з мішка нитку, кидає її в повітря та прикріплює нею до хмари, зайця, бігля та псаря. З іншої сумки він витягує жінку, і всі герої біжать по нитці вгору в хмари. Король зауважує, що станеться щось погане, коли наприклад, псар опиниться з жінкою, собака з’їсть зайця. Коли Мананнан намотує свою нитку, виявляється, все справді так і сталося. Тоді О'Келлі, у гніві, обезголовлює псаря. Але коли найманець повертає тому голову, правда, задом наперед, О'Келлі просить лише прикріпити її правильно, Мананнан виконує це.
Нарешті найманець відвідує короля Ленстера, чиї музиканти, як він оголошує, звучать гірше, ніж грім кувалди в найнижчих куточках пекла. Королівські музиканти та челядники накидаються на найманця, але кожен удар, який вони роблять по ньому, завдає рани їм самим. В покарання король тричі виводить найманця на шибеницю, щоби повісити, але кожного разу вони знаходять на його місці в петлі когось із наближених осіб короля. Наступного дня зі сходом сонця найманець повертається до королівського замку і пропонує зцілити всіх чоловіків, убитих минулого дня, він оживляє їх за допомогою цілющої трави.
Лише наприкінці казки найманець представляється Мананнаном, подаючи страву з райських яблучок і кисляку в будинку Шейна О'Доннеллана в Міті. В своє буття найманцем Мананнан неодноразово каже про себе "солодкий одного дня, а наступного — кислий", і описує себе як мандрівника, який народився за «єдності королів» (“Ellach of the kings”). Також він називає себе іменами: «Дуартейн О'Дуартейн», «Катал О'Сейн», «Гілла де» та «Гілла Декер». Казка Найманець О'Доннелла є прикладом народної пам'яті про ірландських богів задовго після християнізації.

### Погоня за Гіллою Декером і його конем
Як Гілла Декер (Gilla Decair, дослівно "проблемний слуга", англ.: Troublesome boyservant), ім’я якого також згадується в «Найманці О'Доннелла», Мананнан з’являється в фенійській історії «Погоня за Гіллою Декером та його конем». У цій історії фенії стикається з Гіллою під час Самайну, полюючи в лісах Баллахгована в Мюнстері. Той описується як здоровезний грубий хуліган із чорними кінцівками, диявольський, деформований і потворний, він веде на залізному ланцюгу худорлявого коня з сірим крупом і тонкими ногами. Гілла вбраний як воїн із опуклим чорним щитом, що звисає на спину, широким рифленим мечем на лівому стегні, двома довгими списами на плечі та обвислою мантією, усе це нагадує опис Мананнана в «Керні О'Доннелла». Після привітання вождя феніїв словами, які починаються: «Нехай боги тебе благословлять, Фінне, о людино привітної мови...», Гілла каже Фінну мак Кумхоллу, що він фомор, який відвідує королів християнського світу, щоби заробити платню, і що Фінна йому рекомендували як щедрого правителя, хто багато обдаровує своїх вассалів. Потім Гілла питає Фінна, чи той найме його вершником, а коли Фінн погоджується, просить відпустити його коня, щоб той пасся разом з конями феніїв. Фінн дає дозвіл, Гілла розв’язує свого коня, а той, замість пастися разом з іншими, починає калічити та вбивати коней.
Фінн, порадившись із товариством, наказав Конану Мак Морна сісти на коня Гілли та загнати його до смерті, але як воїн не намагався змусити коня рухатися, той стояв ні місці. Тоді тринадцять інших феніїв сідають на коня, намагаючись обтяжити його вагою, рівною вазі Гілли, але кінь все одно відмовляється зрушити з місця. В цей момент Гілла оголосив Фінну та товариству феніїв, що якщо б йому довелося нести службу під проводом презирливого і легковажного Фінна, це було б гідним жалю і насмішок, на тому  попрощався і залишив феніїв із такою бличкавичною швидкістю та громовим гуком, що їх можна порівняти хіба "зі швидкістю ластівки і шумом березневого вітру на горі". І як тільки кінь Гілли втратив з поля зору свого господаря, він помчав за ним з чотирнадцятьма феніями на спині. Тоді Фінн і побратими, що лишилися з ним, почали переслідувати Гіллу та його коня, доки не прибули до моря, де ще один феній схопив коня за хвіст, коли той злітав над водою, але в результаті кінь помчав далі з п’ятнадцятьма чоловіками на спині.
Фінн відправився до Бен-Адара, де Туата Де Дананн пообіцяли дітям ґелів, що якщо їм колись знадобиться покинути Ірландію, ті спорядять для них корабель. На березі моря Фінну зустрілися двоє чоловіків, описані як «надзвичайно пишні герої, наймогутніші бійці, найвитриваліші чемпіони». В обох чоловіків були щити з левами, леопардами і грифонами, «страхітливі» мечі, багряні плащі з золотими фібулами, золоті сандалі та золоті пов’язки на головах. Вони вклонилися Фінну і сповістили, що є синами короля Індії та вміють створювати кораблі трьома ударами сокири, а ходять ці кораблі як по морю, так і над землею. Один із братів назвався Фіну як Ферадах (Feradach).
Після трьох днів на кораблях Ферадаха, не бачивши жодної землі чи берегової лінії, фенії досягають скелястого острова, де помічають сліди Гілли. Тут Дермот, якого виховали Мананнан та Енгус Ог, зістрибнув на острів, за допомогою раніше підібраних списів Мананнана. Він залишає товариство та вирушає на прекрасну лісисту землю, наповнену дзижчанням бджіл і співами птахів. Посеред лісової галяви Дермот бачить велике дерево з переплетеними гілками, а під ним криницю чистої води з орнаментованим питним рогом. Спраглий Дермот прямує до колодязя, коли гучний гуркіт сповіщає, що ніхто не повинен пити з нього води. Дермот випиває воду, і з’являється вороже налаштований чарівник, який дорікає Дермоту за те, що той бродить його лісами і п’є його воду. Феній і чарівник борються один з одним, аж коли чарівник стрибає в колодязь. Того вечора Дермот вбиває оленя, готує і, повечерявши, засинає. Наступного дня він знову бачить чарівника, і двоє продовжують боротьбу протягом трьох днів, причому чарівник стрибає в колодязь наприкінці кожного дня. На третій день Дермот слідує за чарівником у колодязь і, виринувши, знаходить широку відкриту квітучу рівнину з королівським містом. Він слідує за чарівником у місто, де бореться з господарем, аж поки поранений не стікає кров’ю і не падає без свідомості. Прокидається воїн від того, що інший кремезний чарівник б'є його ногою в спину і пояснює, що він тут не для того, щоб завдати Дермоту шкоди, а для того, щоб вивести з небезпечного, повного ворогів місця. Чарівник бере Дермота в довгу подорож до високої фортеці, де його рани загоюють травами, і зцілений бенкетує з людьми чарівника.
Коли Дермот запитує, де він і хто його спаситель, чарівник каже йому, що це місце зветься Тір-фо-Туїнн (Tir fo Thuinn), і що він — Чарівник Лицарства і є ворогом Чарівника Колодязя, з яким Дермот бився, і що тепер він воюватиме під проводом Фінна протягом року.
Поки Дермот бореться з одним чарівником і бенкетує з другим, Фінн і фенії виготовляють мотузкові драбини і піднімаються скелями на той острів. Там вони зустрічають короля на коні, який везе їх у своє королівство, де герої насолоджуються бенкетами. Фенії помагають господареві відстояти острів при нападі короля Греції. Після перемоги у війні відбувається велике святкування з королями інших земель, і Фінн возз’єднується з Дермотом. Той повідомляє, що справжнє ім’я Гілли — Абартах, син Аллхада, і він живе в Обіцяній Землі.
Дочка короля Греції пообіцяла себе Фіннові, тож фенії знову розділяються на дві групи. Фінн з іншими переслідує Мананнана-Абартаха. А друга група прямує до Греції, викрадають для свого ватажка доньку короля Греції Тейзу та досягають Обіцяної землі одночасно з групою Фінна. Загнаний в кут Абартах пропонує феніям визначити, чим він має відкупити всі збитки, довгі подорожі та пригоди феніїв. Голл мак Морна вимагає плату у вигляді чотирнадцяти жінок із Обіцяної Землі разом із власною дружиною Абартаха, які мають поїхати верхи на його коні з феніями назад до Ірландії. Абартах погоджується на умови, зникає, а компанія повертається до Ірландії.
Хоча жоден із персонажів історії прямо не називаний Мананнаном, місце дії казки в Тір-фо-Туїнн, використання імені Гілла Декейр, яке є одним із імен Мананнана, опис і поведінка Гілли чітко вказує на те, ким він є. Крім того, ім’я Абартах згадується в контексті сім’ї Мананнана, як права рука сина Мананнана, Еахдонда Мора. У Книзі Лекана Абартах і Мананнан перераховані разом як два знамениті вожді Туата Де, відомі тим, що були, відповідно, великим музикантом і великим мореплавцем. В іншому місці Абартах (ім’я означає "карлик") мав також ім’я Аверті та був чарівником карликового зросту, який тероризував частину Ірландії. Абартах був уразливий лише в одній частині свого тіла, і Фінн мак Кумхолл зміг убити його, просунувши великий палець йому в рот, щоб визначити вразливе місце перед тим, як пронизати ворога списом. Абартаха поховали вниз головою, щоб запобігти його воскресенню з мертвих.

## У менській міфології

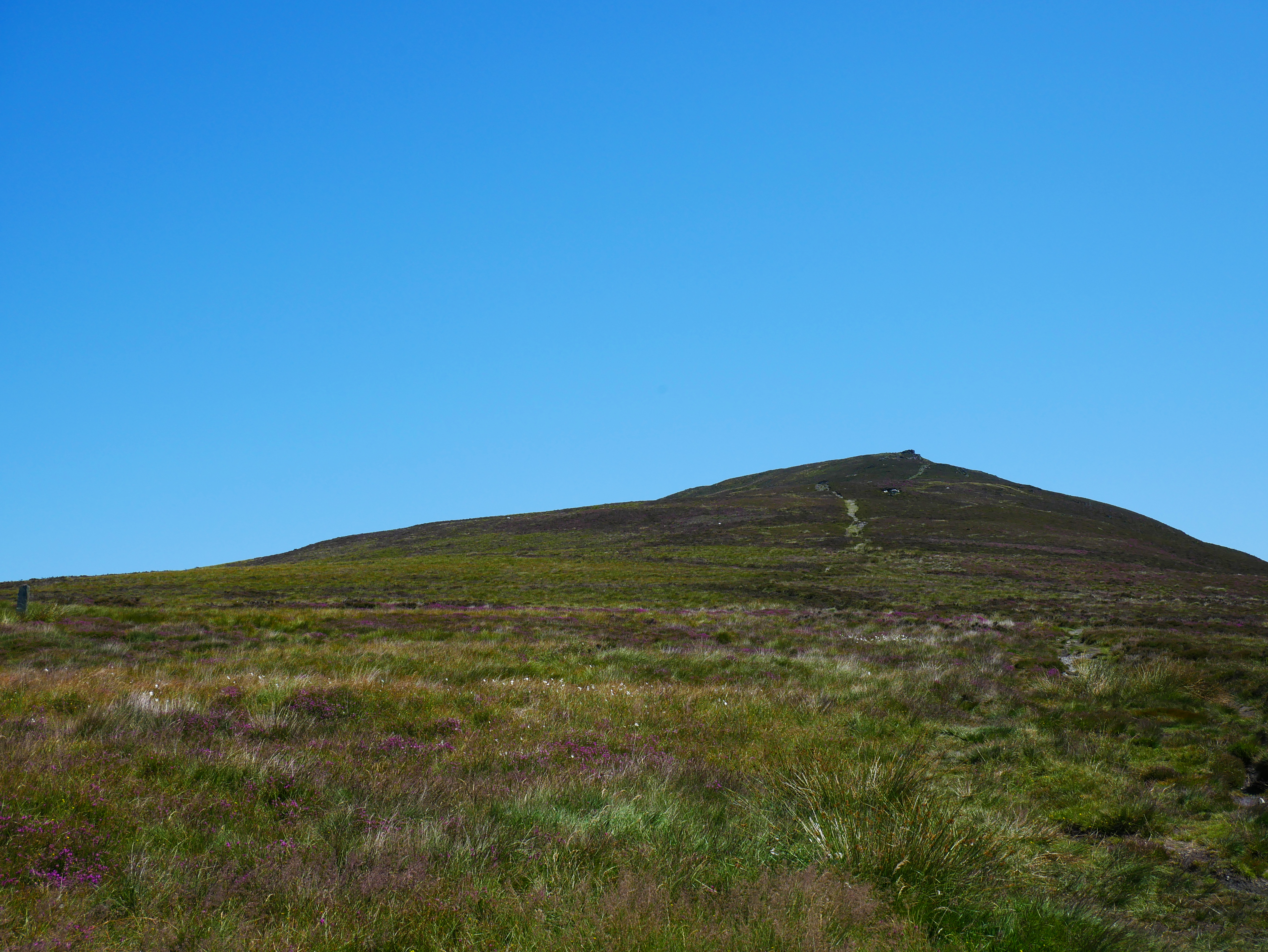
Південний Баррул, відомий як дім Мананнана на острові Мен

Згідно з фольклором острова Мен, Мананнан є першим правителем острова.

У документі XVI ст., відомому як "Ймовірна істинна хроніка Мена" (англ.: Supposed True Chronicle of Man), стверджується, що Мананнан був першим володарем острова, язичником, який силою чарів ховав острів у туманах. Він запровадив податок у вигляді оберемку зелені, що йому приносили в день літнього сонцестояння у місці, що звалося Ворфілд (Warfield, нині Південний Баррул, South Barrule на фото):
|                                                                        | Мананнан цей був Ліра сином І першим, хто тут правив (на острові Мен). Та, як ми можем припустити, Він був не християнин. Оригінальний текст (ірл.) Manannan beg va Mac y Leirr Shen yn chied er ec row rieau ee Agh myr share oddym's cur-my-ner Cha row eh hene agh An-chreestee |
| — An Historical and Statistical Account of the Isle of Man (вид. 1845) | |

Таким чином, у поемі перший король острова названий Мананнан-бег-мак-і-Лейрр, «маленький Мананнан, син Моря» (або «син Лера»). Пізніше, згідно з цим джерелом, Мананнан був вигнаний святим Патріком.
Що стосується трав-приношень Мананнану, є докази, що ці дикі рослини, які зазвичай ростуть у заболочених місцях, були для менців священними.
Згідно з місцевою традицією, Мананнан колись утримував замок Піл і змусив одного чоловіка, який охороняв його стіни, виглядати як тисяча воїнів, таким чином відігнавши своїх ворогів. Менська фольклористка поч. ХХ ст. Софія Моррісон повторює цю історію, за винятком зменшеної до ста кількості воїнів, і згадує вал «великого кам’яного форту на острові Піл». Вона додає історію про те, що Мананнан сплів човни з осоки, створивши видимість великого флоту, чим налякав і змусив тікати загарбників-вікінгів. А також наводить рибацьку молитву Мананнанові, яку, нібито, чула від старшого покоління.

## Топоніміка
В Ірландії, на острові Мен і в Шотландії є місця, названі на честь Мананнана. В Ірландії більшість з них знаходяться на узбережжі або асоційлвангі з водою. Серед них озеро Маннін (Loch Mhanainn) у графстві Мейо, Маннін-Бей (Cuan Mhanann) у графстві Голвей, Острів Манаінн (Manainn) у графстві Корк, Кейсел Мананнана (Caiseal Mhanannáin, Caiseal — поселення, укріплене коловим валом) і Шіваннан (Sí Mhanannáin, «казковий курган Мананнана») в графстві Роскоммон, Дерріманнін (Doire Mhanann, «дуб Мананна») в графстві Мейо, і Каррікманнан (Carraig Mhanainn, «скеля Мананна») в графстві Даун. Також сучасна назва другого за розмірами озера Ірландії Лох-Корріб є спотворенням давнішої назви Лох-Орбсеан (Loch Oirbsean), що походить від одного з імен Мананнана Ойрбсіу або Ойрбсен. Топоніми Клакманнан (Clach Mhanainn) і Сламаннан (Sliabh Mhanainn) у Шотландії також можуть стосуватися Мананнана.